# Roy Myers
Roy Anthony Myers Francis (Limón, 13 aprile 1969) è un allenatore di calcio ed ex calciatore costaricano, di ruolo centrocampista, attuale tecnico del Saprissa.

## Carriera
Partecipò al Campionato mondiale di calcio 1990 e alla CONCACAF Gold Cup del 1993.